# Волоцкие (дворянский род)
Волоцкие (пол. Wołucki, Волосские) — один из древних российских дворянских родов, имеющий польское происхождение.
При подаче документов (07 мая 1686), для внесения рода в Бархатную книгу, была предоставлена родословная роспись Волоцких и царская жалованная грамота Фёдору Евтифеевичу Волоцкому на деревни, пустоши и пожни в Воскресенской, Уточенской и Березницкой волостях Вологодского уезда (1670). Документы предоставлены Иваном Волоцким.
С начала XVII века Волоцкие разделились на несколько ветвей:
1. Потомки Тихона Александровича Волоцкого, записаны в VI части родословных книг  Вологодской и Костромской губерний. Этот род Волоцких пользуется гербом Равич.
2. Волоцкие вёрстанного поместьем (1620), записаны в VI части родословных книг Вологодской и Московской губернии[4].
3. Потомки Панкратия Евстигнеевича Волоцкого, вёрстанного (1632), записаны в VI часть родословных книг Вологодской и Костромской губерний.
4. Потомки Михаила Андреевича Волоцкого (конец XVII века), записаны в VI часть родословной книги Вологодской губернии.

Существует ещё род Волоцких, получивший дворянство (1840), происходящий из духовного звания и внесённый в III часть родословной книги Саратовской губернии.

## Происхождение и история рода
Происходят от польского выходца Александра Волоцкого, по прозванию Анфала (Нафала), и получившего поместья в Вологодском уезде (1508). Сыновья его, Никита и Леонтий, по прозванию Леваш, служили в 1-й статье детей боярских по Вологде и убиты при взятии Казани (1552). Василий и Никита Михайловичи, Фёдор Иванович и Фёдор Борисович воеводы в казанском походе (1544). Фёдор Борисович воевода в Шведском походе (1549). Рычко Анфалович поручился по князю А.К. Воротынскому (1563).
Степан Александрович Волоцкий († 1607) боярином в царствование Бориса Годунова, при Лжедмитрии и Василии Шуйском, принял иночество с именем Савватий, у него жена Марфа Ивановна (урождённая княжна Голицына).
Пятеро представителей рода владели населёнными имениями (1699).

## Известные представители
- Волоцкой Дмитрий Иванович — воевода в Туле (1600).
- Волоцкой Яков Посникович — умер от ран, полученных во время осады Смоленска († 1634).
- Волоцкий Иван Григорьевич — московский дворянин (1676).
- Волоцкой Василий — воевода в Орле (1686).
- Волоцкой Василий — подьячий, воевода в Алатыре (1693).
- Волоцкой Григорий Иванович — стольник (1687-1692), женат на Ульяне Александровне (урождённой княжне Ухтомской).
- Волоцкой Александр Алексеевич — генерал-лейтенант, ставропольский губернатор[1][6][7].